# Бронислав (Житковичский район)
Бронислав (бел. Браніслаў) — деревня в Люденевичском сельсовете Житковичского района Гомельской области Белоруссии. Возле деревни железнодорожная станция Бронислав (на линии Лунинец — Гомель).

## География
На западе граничит с лесом.
В 22 км на запад от Житковичей, 200 км от Гомеля.

## История
Согласно письменных источников известна с XVIII века как селение в Мозырском уезде Минской губернии. В 1879 году упоминается в числе селений Люденевичского церковного прихода. После ввода в эксплуатацию 15 февраля 1886 года железной дороги Лунинец — Калинковичи начала действовать железнодорожная станция. В 1908 году в Житковичской волости.
С 20 августа 1924 года центр Браниславского сельсовета Житковичского района Мозырского округа (до 26 июля 1930 года и с 21 июня 1935 года до 20 февраля 1938 года), с 20 февраля 1938 года Полесской, с 8 января 1954 года Гомельской областей. В 1930 году организован колхоз «Луч коммуны», работала кузница. Во время Великой Отечественной войны освобождена от оккупантов 5 июля 1944 года. 58 жителей погибли на фронте. Согласно переписи 1959 года в составе совхоза «Люденевичи» (центр — деревня Люденевичи). Действуют 9-летняя школа, фельдшерско-акушерский пункт, магазин, был клуб о снесении которого позаботился председатель люденевичского сельсовета
До 31 октября 2006 года центр Брониславского сельсовета.

## Население
| 1999 | 2004 | 2009 | 2019 |
| ---- | ---- | ---- | ---- |
| 258  | ↘242 | ↘194 | ↘153 |

### Историческая численность населения
- 1897 год — 23 двора, 163 жителя (согласно переписи).
- 1908 год — 24 двора, в одноимённом хуторе 5 дворов, 33 жителя.
- 1917 год — 186 жителей.
- 1921 год — 32 двора.
- 1925 год — 37 дворов.
- 1959 год — 524 жителя (согласно переписи).
- 2004 год — 106 хозяйств, 242 жителя.

## Инфраструктура
Личное подсобное хозяйство с зоной сельскохозяйственного использования, индивидуальная застройка усадебного типа.

## Транспортная сеть
Транспортные связи по просёлочной, затем автомобильной дороге Лунинец — Калинковичи. Планировка состоит из длинной, изогнутой меридиональной улицы, к которой с востока присоединяются 2 переулка. Застройка двусторонняя, деревянная, усадебного типа.

## Галерея

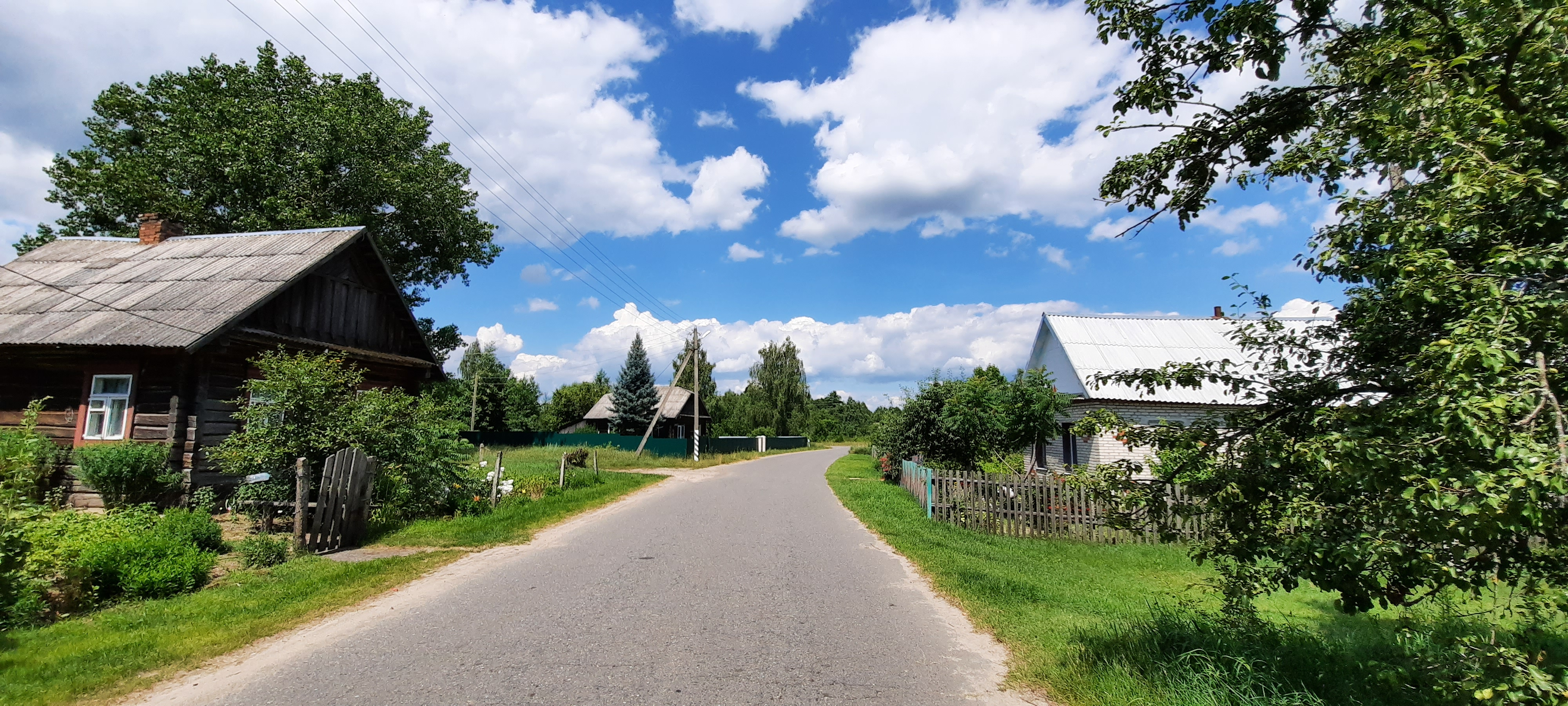
Панорама
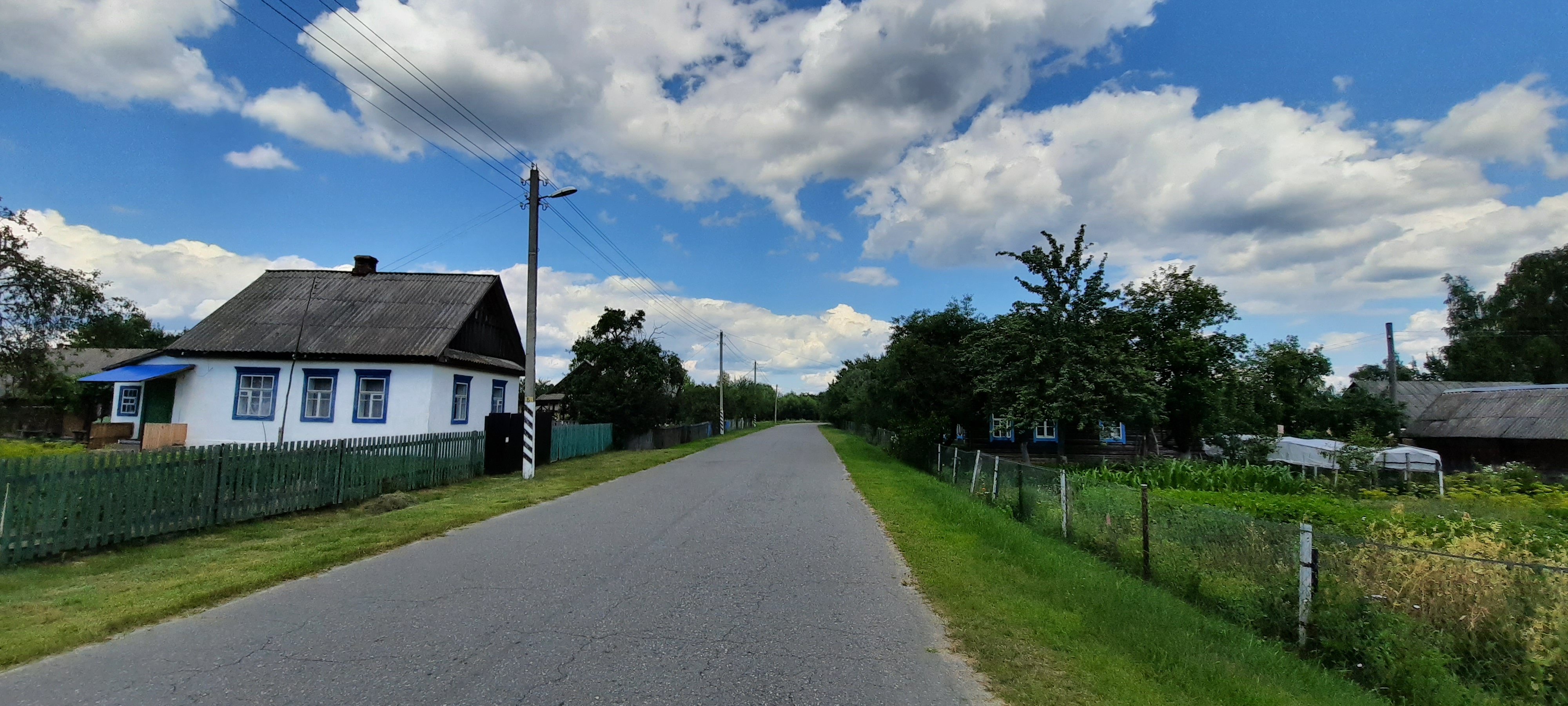
Панорама
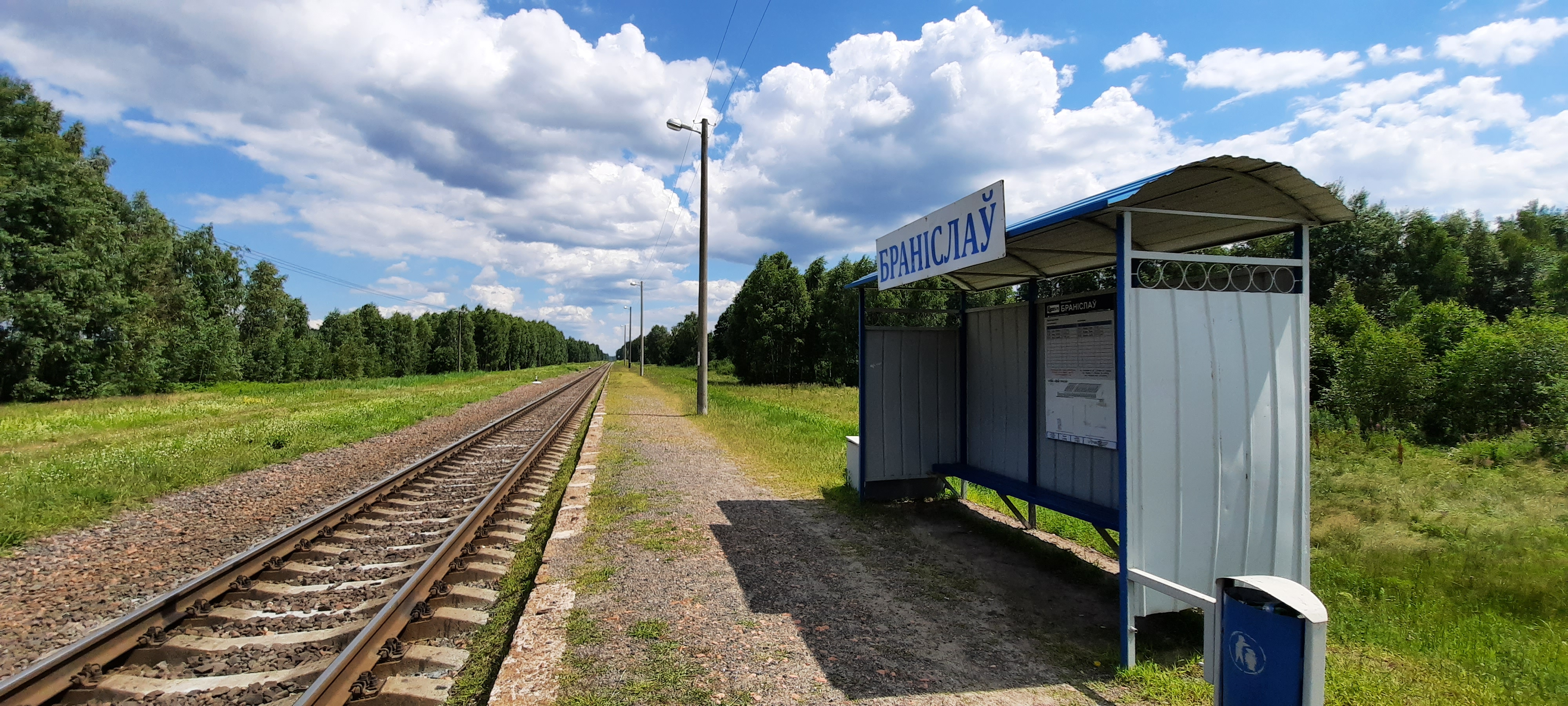
Жд остановочный пункт Бронислав